# Poc abans de mitjanit
Poc abans de mitjanit (títol original en anglès: 10 to Midnight) és una pel·lícula policíaca estatunidenca dirigida per J. Lee Thompson, estrenada el 1983. Ha estat doblada al català.

## Argument
Warren Stacey (Gene Davis) és un assassí en sèrie que mata dones joves, tot nu. Després d'haver matat una amiga de la filla de l'inspector Leo Kessler (Charles Bronson), aquest farà tot el possible per detenir-lo.

## Repartiment
- Charles Bronson (Leo Kessler)
- Lisa Eilbacher (Laurie Kessler)
- Andrew Stevens (Paul McAnn)
- Gene Davis (Warren Stacey)
- Geoffrey Lewis (Dave Dante)
- Wilford Brimley (Cap. Malone)
- Robert F. Lyons (Nathan Zager)
- Bert Williams (Mr. Johnston)
- Ola Ray (Ola)
- Kelly Preston (Doreen)
- Cosie Costa (Dudley)
- Jeana Tomasina (Karen)
- June Gilbert (Betty)

## Producció
Després dels assassinats de Richard Speck i Ted Bundy,  Poc abans de mitjanit  utilitza un guió cinematogràfic originalment anomenat Bloody Sunday. Segons el productor Pancho Kohner i Menahem Golan, president de Cannon Films, van titular el film Poc abans de mitjanit  malgrat no tenir cap connexió amb la trama. Golan i Kohner havien pretès filmar una adaptació de la novel·la de R.Lance Hill com The Evil That Men Do, fracàs abans d'una possible visita al Festival de Cannes. Golan i Kohner van acceptar comercialitzar una pel·lícula diferent amb Charles Bronson com a protagonista, fent servir el títol de Poc abans de mitjanit .
La música per  Poc abans de mitjanit  va ser composta per Robert O. Ragland de Cannon Films i la pel·lícula va ser rodada per Alan Greenberg. La pel·lícula també presenta l'actor Robert F. Lyons i l'actriu Kelly Preston (com Kelly Palzis) en papers més petits. Violenta i amb contingut impropi,  Poc abans de mitjanit  va tenir crítiques dolentes, incloent-hi un 'zero estrelles' de Roger Ebert del Chicago Sun Times. La pel·lícula també va rebre crítiques positives, com el col·lega d'Ebert Gen Siskel del Chicago Tribune i va ser un èxit econòmic. La pel·lícula ha mantingut un culte a través del vídeo i d'emissions per la televisió, mostrant escenes alternatives de Stacy i les seves víctimes en roba interior en comptes d'estar totalment despullat.